# Epipactis tallosii
Epipactis tallosii là một loài thực vật có hoa trong họ Lan. Loài này được A.Molnár & Robatsch mô tả khoa học đầu tiên năm 1996.